# Ellenállhatatlan kísértés (2. évad)
Az Ellenállhatatlan kísértés második évadának premierje 2021. június 23-án volt, és 2021. június 30-án ért véget. Az évadot a Netflix rendelte meg 2021 januárjában, a forgatás ezzel egy időben, a COVID-19 világjárvány közepette zajlott a Turks- és Caicos-szigeteken.

## Szereplők
Melinda+Marvin

## A forgatás után
| Párok                                 | Még mindig együtt | Kapcsolati jegyzetek |
| ------------------------------------- | ----------------- | --- |
| Emily Miller és Cam Holmes            | Igen              | Közvetlenül kapcsolatba léptek, amikor bementek a villába, és néhány kihívás ellenére erősek maradtak, és együtt fejezték be az évadot. A találkozó különkiadásán derült ki, hogy ők ketten összeköltöztek. 2022 decemberében a pár még mindig együtt van. |
| Melinda Melrose és Marvin Anthony     | Nem               | Bár ketten együtt fejezték be az évadot, a pár végül szétvált. A találkozáson Marvin és Melinda elárulta, hogy azt tervezték, hogy Mexikóban találkoznak, ami kisiklott egy hatalmas veszekedés miatt. Azóta külön utakon járnak, de azt állítják, hogy a szakítás békés volt, beleértve azt is, hogy beismerték, még mindig szeretik egymást. Úgy tűnt, jelezték, hogy nem írják le teljesen a kapcsolatukat, Marvin ugratta azt is mondta: "Nem tudom, mi fog történni, majd meglátjuk." |
| Tabitha Clifft és Chase de Moor       | Nem               | A hatodik epizódban lépett be a műsorba és Tabitha kapcsolatba lépett Chase-sel, bár a pár végül elvált. A különleges összejövetelen Tabitha elárulta, hogy Chase virágot és csokoládét küldött neki. Azt is megosztotta, hogy szerelmes levelet kapott tőle, de az intim részleteket nem volt hajlandó megosztani. |
| Carly Lawrence és Joey Joy            | Nem               | Carly és Joey azonnal egymásra találtak, amikor megérkeztek a villába. A műsor után többször meglátogatták egymást. Mindketten kikerülték a kapcsolatukat érintő kérdéseket, amikor az összejövetelen feltették őket, de látták őket együtt Miamiban, és aktívak voltak egymás közösségi oldalain. 2021 augusztusában szakítottak. |
| Larissa Tronson és Nathan Webb        | Nem               | Larissa és Nathan még műsorban szakítottak, Larissa pedig az évad felénél távozott. Összetört a szíve, miután Nathan, az új lány Elle után kezdett érdeklődni. Az összejövetelen Larissa azt is elárulta, hogy elköltözött Nathantól, de a műsor vége után kapott tőle néhány intim üzenetet. Ami Nathant illeti, feladta sztriptíztáncos karrierjét, és azt mondta, boldog, hogy "csak magamra koncentrálhatok".                                                                          |
| Christina Carmela és Robert Van Tromp | Nem               | Úgy tűnt, Robert és Christina kapcsolata egyre erősödik, ameddig mindkettőjüket ki nem rúgták a műsorból. Az összejövetelen Christina elárulta, hogy a műsor után Robert Dél-Afrikába repült. Azt mondta: "Valami őrült dolgot csináltunk együtt, és ez annyira közel hozott minket, hogy ezt egymással megosztottuk." Később az Instagramjukon közzétették, hogy még mindig együtt vannak. Robert 2021 szeptemberében bejelentette, hogy szakítottak.                                     |
| Melinda Melrose és Peter Vigilante    | Nem               | Melinda és Peter rövid szerepet kaptak a műsorban. Azonban Melinda végül Marvint választotta, és Peter kiesett. Miután Melinda és Marvin a show után szakítottak, Melinda és Peter 2021. július elején egy Instagram-bejegyzésben hozta nyilvánosságra kapcsolatukat. Peter 2022 márciusában egy TikTok videóban árulta el, hogy szakítottak. |